# Gunhild Carling

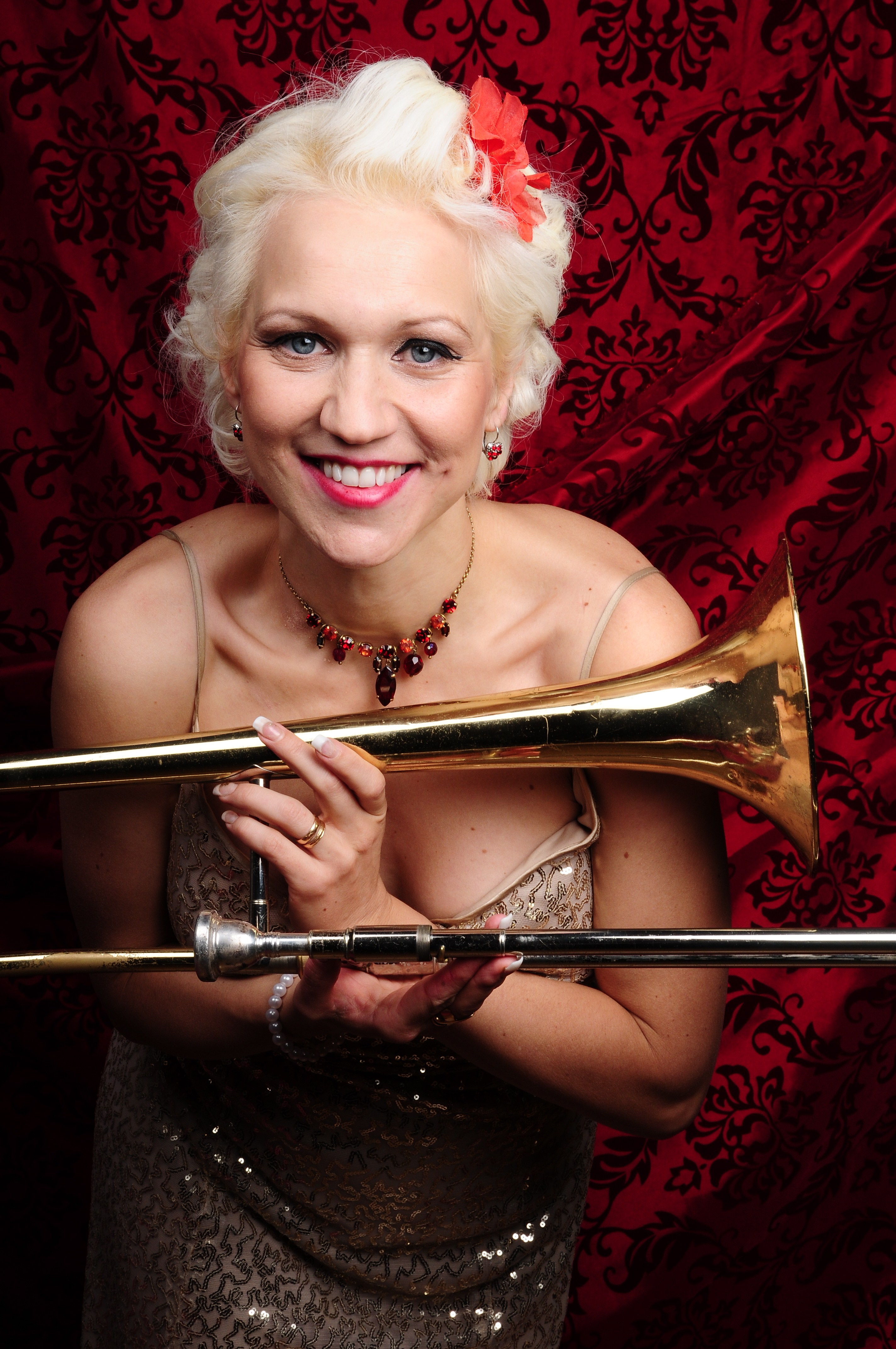
Gunhild Carling (2009)

Gunhild Carling (* 7. Mai 1975 in Göteborg) ist eine schwedische Sängerin und Multiinstrumentalistin (Trompete, Posaune, auch Mundharmonika, Oboe, Dudelsack, Blockflöte, Harfe, Kontrabass) des Mainstream Jazz.

## Leben und Wirken
Carling ist in einer Musikerfamilie aufgewachsen; ihr Vater war der Jazzmusiker Hans Carling (1942–2017), die Mutter Aina Geigerin und Banjospielerin; der Klarinettist und Zirkusartist Max Carling ist ihr Bruder. Seit ihrem siebten Lebensjahr spielte sie in der Familienband The Carling Family, die sich dem Hot Jazz widmete, zahlreiche Konzerttourneen international unternahm, in Fernsehshows auftrat und ein Album veröffentlichte. Erst mit 20 Jahren lernte sie Notenlesen.
1998 spielte sie in der Fernsehserie När karusellerna sover in einer Nebenrolle mit; auch arrangierte sie mehrere Musiktitel für die Serie.
Carling gründete eine eigene Swingband, mit der sie 2002 das Album That’s My Desire vorlegte. Mit ihrer Bigband, in der auch Familienmitglieder mitspielten, veröffentlichte sie 2007 das Album Magic Swing!. 2010 wurde sie einem breiteren Publikum in Schweden durch ihren Auftritt in der schwedischen TV-Mitsing-Show Allsång på Skansen bekannt. Im selben Jahr nutzte Sveriges Television sie als Jury-Mitglied in der Musikshow Dansbandskampen. Auch trat sie 2014–2015 als Promi-Tänzerin in Let’s Dance auf TV4 an (und belegte Platz 3). Sie startete ein regelmäßiges Live-Programm auf YouTube.
Carling wirkte als Sängerin und Multi-Instrumentalistin in mehreren Adaptionen von Popsongs mit, die Scott Bradlee’s Postmodern Jukebox interpretierten, darunter ihre Fassung von Never Going to Give You Up, Jazz-Swing-Version von Material Girl und Dancing Queen im Stil der 1920er Jahre, eine Retro-Jazz-Version von Europes The Final Countdown und ein Jazz-Cover von Pharrell Williams’ Happy. Zudem spielte sie mit Toots Thielemans sowie Papa Bue’s Viking Jazzband und erhielt Einladungen als Solistin beim Count Basie Orchestra, der Harlem Jazz & Blues Band und 2018 bei der WDR Big Band Köln.
2013 trat sie mit ihrer Carling Big Band im Königspalast in Stockholm auf, um das Regierungsjubiläum von König Carl XVI. Gustaf zu feiern. 2016 wurde sie eingeladen, um zum 70. Geburtstag von Carl XVI. Gustaf beizutragen. Carlings Show kombiniert musikalische Überraschungen (so spielt sie auf drei Trompeten gleichzeitig) mit Humor und Charme. Als ihre musikalischen Vorbilder werden Duke Ellington, Louis Armstrong, Billie Holiday, Lester Young, Coleman Hawkins, Bix Beiderbecke, Harpo Marx, Claude Debussy und Maurice Ravel genannt.
Als Gunhild Carling Family tritt sie im Sextett in wechselnder Besetzung mit ihrer Tochter Idun Blomé (Gesang, Posaune, Tuba, Ukulele, Violine, Saxophon) und ihrem Sohn Viggo Blomé (Gesang, Klarinette, Banjo, Gitarre, Schlagzeug, Tanz) sowie ihren Nichten Nanna Carling (Holzblasinstrumente), Petronella Carling (Posaune, Diabolo-Jongleurin) und Linnea Carling (Banjo, Kontrabass, Schlagzeug) auf. Das Ensemble verstärken gelegentlich ihre Mutter Aina, ihre Schwester Gerd Carling sowie ihre Brüder Max und Ulf Carling, die gleichfalls Multiinstrumentalisten sind.
Carling ist seit 2003 mit dem Tontechniker Johan Blomé verheiratet, mit dem sie zwei Kinder hat. 2018 zog sie mit ihrer Familie nach San Francisco, Kalifornien.

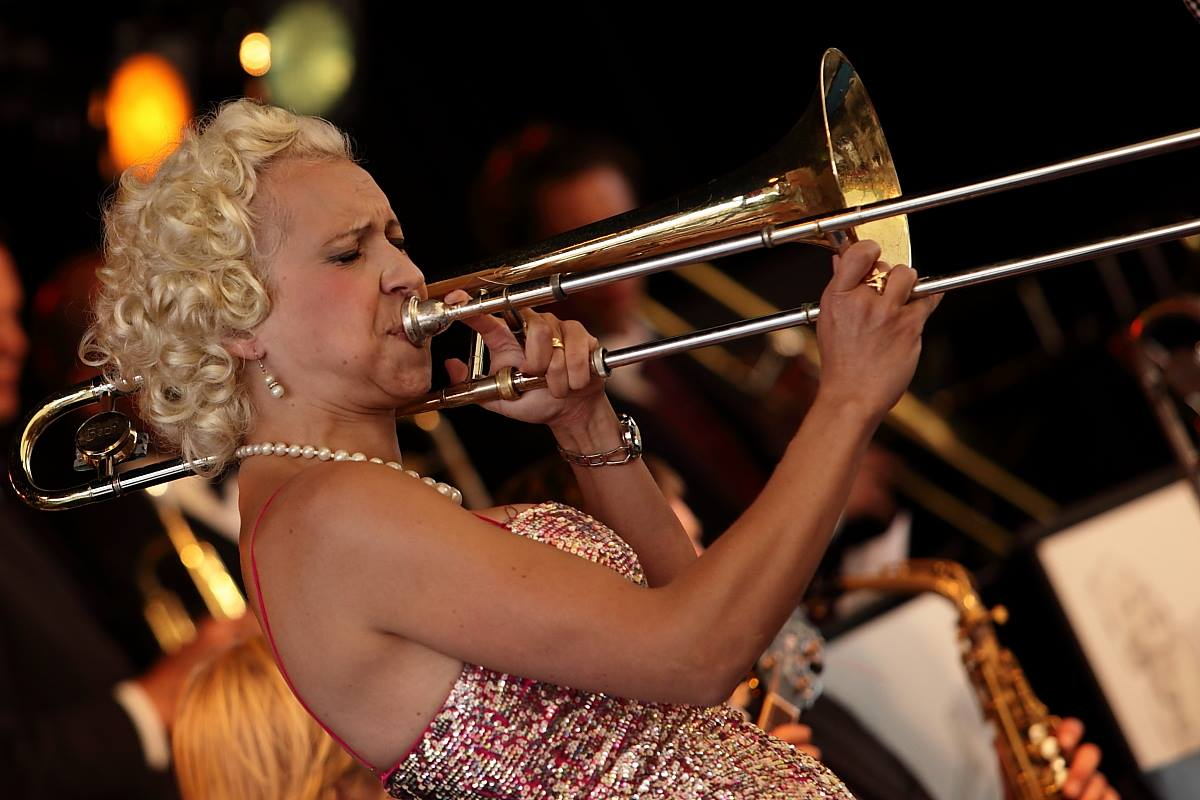
Gunhild Carling (2009)

## Preise und Auszeichnungen
- 1985 – Louis-Armstrong-Stipendium[10]
- 2006 – Kobe Jazz Street Award[11]
- 2009 – SKAP Stipendium[12]
- 2009 – Anita O’Day Priset[13]
- 2010 – Glädjespridare/Freudenbringer der Stadt Malmö[14]
- 2011 – Ehrenbürgerschaft in Eslöv, Schweden
- 2014 – Schone des Jahres
- 2016 – Thore Ehrling Stipendium[15]

## Diskographische Hinweise
- 2010: Magic Swing
- 2010: Red Hot Jam
- 2011: Jul därhemma
- 2013: Swing Out!
- 2014: That's My Desire
- 2015: Harlem Joy
- 2015: Big Apple